# 第4回参議院議員通常選挙
第4回参議院議員通常選挙（だい4かいさんぎいんぎいんつうじょうせんきょ）は、1956年（昭和31年）7月8日に日本で行われた国会（参議院）議員の選挙である。

## 概説
社会党再統一と保守合同が行われた55年体制が発足して初めての大型国政選挙となった。
伊豆諸島青ヶ島村で初めて参議院選挙が執行された。

## 選挙データ

### 内閣
- 第3次鳩山内閣（第54代）

### 公示日
- 1956年（昭和31年）6月3日

### 投票日
- 1956年（昭和31年）7月8日

### 改選数
- 127議席（うち2議席は補充のため、任期3年）
  - 地方区：75議席
  - 全国区：52議席（うち2議席は補充のため、任期3年）

### 選挙制度
- 地方区
  - 小選挙区制：改選数25議席
    - 2人区（改選1名、単記投票）：25選挙区

  - 中選挙区制：改選数50議席
    - 4人区（改選2名、単記投票）：15選挙区
    - 6人区（改選3名、単記投票）：4選挙区
    - 8人区（改選4名、単記投票）：2選挙区
- 全国区
  - 大選挙区制：改選数52議席（うち2は補充のため、任期3年）
- 秘密投票
- 20歳以上の男女
- 有権者[1]：50,177,888名　
  - 男性：23,988,009名　
  - 女性：26,189,879名

### その他
- 立候補者[1]：341名　
  - 地方区：191名　
  - 全国区：150名

## 主な争点
保守合同による自由民主党の発足と、社会党再統一後、初となる国政選挙として注目された。
また、第3次鳩山内閣は改憲を公約としており、1955年の第27回総選挙に引き続き、改憲派が改憲に必要な2/3の議席を占めるのか、護憲派が1/3の議席を確保するかも争点となった。

## 選挙結果

### 投票率
- 地方区：62.11%（投票者数：31,165,167名）
- 全国区：62.10%（投票者数：31,162,209名）

### 議席数
| 党派         | 地方区     | 地方区 | 地方区     | 全国区     | 全国区 | 全国区      | 議席 合計 |
| 党派         | 得票       | 比率   | 議席(比率) | 得票       | 比率   | 議席(比率)  | 議席 合計 |
| ------------ | ---------- | ------ | ---------- | ---------- | ------ | ----------- | --------- |
| 自由民主党   | 14,353,960 | 48.35% | 42(56.00%) | 11,356,874 | 39.69% | 19 (36.54%) | 61        |
| 日本社会党   | 11,156,060 | 37.58% | 28(37.33%) | 8,549,940  | 29.89% | 21(40.38%)  | 49        |
| 日本共産党   | 1,149,009  | 3.87%  | 1(1.33%)   | 599,254    | 2.09%  | 1(1.92%)    | 2         |
| 緑風会       | 653,843    | 2.20%  | 0          | 2,877,102  | 10.05% | 5(9.62%)    | 5         |
| 労働者農民党 | 120,414    | 0.41%  | 0          | 181,254    | 0.63%  | 0           | 0         |
| その他の党派 | 115,862    | 0.39%  | 0          | 607,832    | 2.12%  | 1(1.92%)    | 1         |
| 無所属       | 2,136,498  | 7.20%  | 4(5.33%)   | 4,443,886  | 15.53% | 5(9.62%)    | 9         |
| 合計         | 29,685,646 | 100%   | 75         | 28,616,411 | 100%   | 52          | 127       |

| 政党／無所属             | 改選 | 非改選 | 合計 |
| ------------------------ | ---- | ------ | ---- |
| 与党                     | 61   | 61     | 122  |
| 自由民主党               | 61   | 61     | 122  |
| 野党他                   | 66   | 62     | 128  |
| 日本社会党               | 49   | 31     | 80   |
| 緑風会                   | 5    | 26     | 31   |
| 日本共産党               | 2    | 0      | 2    |
| 諸派（日本歯科医師連盟） | 1    | 0      | 1    |
| 無所属                   | 6    | 5      | 11   |
| 創価学会系無所属         | 3    | 0      | 3    |
| 合計                     | 127  | 123    | 250  |

### 政党・政治団体
自由民主党
| 総裁     | 幹事長 | 総務会長   | 政務調査会長 | 国会対策委員長 | 参議院議員会長 |
| -------- | ------ | ---------- | ------------ | -------------- | -------------- |
| 鳩山一郎 | 岸信介 | 石井光次郎 | 水田三喜男   | 中村梅吉       | 松野鶴平       |

日本社会党
| 中央執行委員長 | 書記長     | 政策審議会長 | 国会対策委員長 | 参議院議員会長 |
| -------------- | ---------- | ------------ | -------------- | -------------- |
| 鈴木茂三郎     | 浅沼稲次郎 | 和田博雄     | 河野密         | 岡田宗司       |

緑風会
日本共産党
| 中央委員会第一書記 | 中央委員 | 中央委員 | 中央委員 |
| ------------------ | -------- | -------- | -------- |
| 野坂参三           | 志賀義雄 | 袴田里見 | 宮本顕治 |

## 議員

### この選挙で選挙区当選
自民党   社会党   共産党   無所属 
 創価学会系無所属 
| 北海道     | 北海道     | 北海道       | 北海道     | 青森県     | 岩手県     | 宮城県     | 秋田県   | 山形県   | 福島県     | 福島県     |
| ---------- | ---------- | ------------ | ---------- | ---------- | ---------- | ---------- | -------- | -------- | ---------- | ---------- |
| 苫米地英俊 | 大矢正     | 東隆         | 西田信一   | 笹森順造   | 千田正     | 高橋進太郎 | 鈴木壽   | 松沢靖介 | 大河原一次 | 松平勇雄   |
| 茨城県     | 茨城県     | 栃木県       | 栃木県     | 群馬県     | 群馬県     | 埼玉県     | 埼玉県   | 千葉県   | 千葉県     |            |
| 森元治郎   | 郡祐一     | 相馬助治     | 植竹春彦   | 木暮武太夫 | 伊藤顕道   | 大沢雄一   | 上原正吉 | 片岡文重 | 伊能繁次郎 |            |
| 神奈川県   | 神奈川県   | 山梨県       | 東京都     | 東京都     | 東京都     | 東京都     | 新潟県   | 新潟県   | 富山県     |            |
| 曽祢益     | 相沢重明   | 吉江勝保     | 安井謙     | 野坂参三   | 島清       | 重盛寿治   | 清沢俊英 | 小柳牧衛 | 館哲二     |            |
| 石川県     | 福井県     | 長野県       | 長野県     | 岐阜県     | 静岡県     | 静岡県     | 愛知県   | 愛知県   | 愛知県     | 三重県     |
| 林屋亀次郎 | 小幡治和   | 棚橋小虎     | 小山邦太郎 | 古池信三   | 松永忠二   | 鈴木万平   | 成瀬幡治 | 草葉隆円 | 山本米治   | 斎藤昇     |
| 滋賀県     | 京都府     | 京都府       | 大阪府     | 大阪府     | 大阪府     | 兵庫県     | 兵庫県   | 兵庫県   | 奈良県     | 和歌山県   |
| 西川甚五郎 | 藤田藤太郎 | 大野木秀次郎 | 左藤義詮   | 椿繁夫     | 白木義一郎 | 成田一郎   | 松浦清一 | 中野文門 | 新谷寅三郎 | 前田佳都男 |
| 鳥取県     | 島根県     | 岡山県       | 岡山県     | 広島県     | 広島県     | 山口県     | 徳島県   | 香川県   | 愛媛県     | 高知県     |
| 仲原善一   | 小滝彬     | 江田三郎     | 近藤鶴代   | 永野護     | 山田節男   | 木下友敬   | 紅露みつ | 平井太郎 | 堀本宜実   | 坂本昭     |
| 福岡県     | 福岡県     | 福岡県       | 佐賀県     | 長崎県     | 熊本県     | 熊本県     | 大分県   | 宮崎県   | 鹿児島県   | 鹿児島県   |
| 山本経勝   | 安部清美   | 西田隆男     | 杉原荒太   | 秋山俊一郎 | 森中守義   | 林田正治   | 後藤義隆 | 平島敏夫 | 重成格     | 佐多忠隆   |

### この選挙で全国区当選
自民党   社会党   緑風会   共産党   日歯連   無所属   創価学会系無所属 
| 1位-10位  | 加藤シヅエ | 加藤正人   | 高田なほ子 | 中村正雄     | 下条康麿 | 藤原道子 | 竹中恒夫 | 柴田栄   | 重宗雄三 | 天坊裕彦 |
| 11位-20位 | 鈴木強     | 占部秀男   | 野溝勝     | 北村暢       | 田中一   | 杉山昌作 | 迫水久常 | 栗山良夫 | 松村秀逸 | 泉山三六 |
| 21位-30位 | 大谷藤之助 | 岩沢忠恭   | 辻武寿     | 小笠原二三男 | 手島栄   | 平林剛   | 小野義夫 | 勝俣稔   | 阿部竹松 | 塩見俊二 |
| 31位-40位 | 一松定吉   | 小酒井義男 | 大谷瑩潤   | 荒木正三郎   | 本多市郎 | 矢嶋三義 | 石黒忠篤 | 常岡一郎 | 岩間正男 | 横川正市 |
| 41位-50位 | 谷口弥三郎 | 大竹平八郎 | 小林孝平   | 北条雋八     | 江藤智   | 森八三一 | 堀木鎌三 | 光村甚助 | 稲浦鹿蔵 | 内村清次 |

- 補欠当選（任期3年）- 第3回で選出された宇垣一成、林了の欠員による。

| 51位-52位 | 柴谷要 | 小西英雄 | 上条愛一 |

### 補欠当選
- 鹿児島選挙区 重成格（1956.10.16死去）→田中茂穂（1956.11.30補欠当選）
- 島根選挙区 小瀧彬（1958.5.28死去）→山本利寿（1958.7.6補欠当選）
- 福岡選挙区 山本経勝（1958.7.8死去）→小柳勇（1958.8.24補欠当選）
- 大阪選挙区 左藤義詮（大阪府知事選立候補による辞任）→大川光三（1959.4.30補欠当選）
- 山形選挙区 松沢靖介（1959.6.8死去）→白井勇（1959.7.24補欠当選）
- 兵庫選挙区 成田一郎（1959.7.4死去）→岸田幸雄（1959.8.20補欠当選）
- 埼玉選挙区 大沢雄一（衆院選立候補による辞任）→大泉寛三（1960.11.20補欠当選）
- 千葉選挙区 伊能繁次郎（衆院選立候補による辞任）→木島義夫（1960.12.1補欠当選）

### この選挙で初当選
計53名
※初当選者のうち、衆議院議員経験者には「※」、貴族院議員経験者には「△」の表示がある。
自由民主党
25名
- 稲浦鹿蔵
- 大沢雄一
- 大谷藤之助
- 勝俣稔※
- 木暮武太夫※

- 後藤義隆※
- 小山邦太郎※
- 近藤鶴代※
- 迫水久常※
- 塩見俊二

- 重成格
- 柴田栄
- 鈴木万平
- 手島栄
- 苫米地英俊※

- 永野護※
- 仲原善一
- 成田一郎
- 西田信一
- 平島敏夫

- 堀本宜実
- 本多市郎※
- 前田佳都男
- 松村秀逸
- 吉江勝保※

日本社会党
19名
- 相沢重明
- 安部清美
- 阿部竹松
- 伊藤顕道
- 占部秀男

- 大河原一次
- 大矢正
- 北村暢
- 木下友敬
- 坂本昭

- 鈴木強
- 鈴木壽
- 藤田藤太郎
- 松沢靖介
- 松永忠二

- 光村甚助
- 森元治郎
- 横川正市
- 柴谷要（任期3年）

日本共産党
1名
- 野坂参三※

諸派
1名
- 竹中恒夫

無所属
4名
- 江藤智
- 大竹平八郎

- 天坊裕彦
- 林田正治※

創価学会系無所属
3名
- 白木義一郎
- 辻武寿
- 北条雋八△

### この選挙で返り咲き
計6名
自由民主党
2名
- 下条康麿
- 林屋亀次郎

日本社会党
3名
- 島清
- 椿繁夫
- 中村正雄

日本共産党
1名
- 岩間正男

### この選挙で引退･不出馬
計21名
自由民主党
11名
- 一松政二
- 遠藤柳作
- 大屋晋三
- 岡田信次
- 菊田七平

- 鈴木強平
- 仁田竹一
- 中川以良
- 中川幸平
- 平林太一

- 山縣勝見

日本社会党
3名
- 小林亦治
- 小松正雄
- 若木勝蔵

緑風会
5名
- 柏木庫治
- 高橋道男
- 三浦辰雄
- 溝口三郎
- 山川良一

日本共産党
1名
- 細川嘉六

無所属クラブ
1名
- 石川清一

### この選挙で落選
計36名
自由民主党
17名
- 池田宇右衛門
- 石川栄一
- 石村幸作
- 入交太蔵
- 大矢半次郎

- 岡田信次
- 加藤武徳
- 木村守江
- 島津忠彦
- 深水六郎

- 白波瀬米吉
- 滝井治三郎
- 長島銀蔵
- 長谷山行毅
- 深川タマヱ

- 松原一彦
- 宮本邦彦

日本社会党
8名
- 上条愛一[5]
- 菊川孝夫
- 木下源吾
- 永井純一郎

- 三橋八次郎
- 三輪貞治
- 村尾重雄
- 森崎隆

緑風会
7名
- 赤木正雄
- 飯島連次郎
- 片柳真吉
- 河井弥八

- 小林政夫
- 高木正夫
- 八木秀次

日本共産党
1名
- 須藤五郎

労働者農民党
2名
- 木村禧八郎
- 堀真琴

無所属
1名
- 羽仁五郎

## 選挙後
自民党は過半数の議席を得られなかった。社会党など護憲派勢力が1/3を確保し、社会党は全国区では候補の乱立した自民党を上回る22議席を獲得した。一方、選挙区では1人区で自民党が強さを見せた。これで、衆参いずれでも当面改憲はできない情勢になり、また社会党の健闘は、二大政党制実現に近づいたと評価された。共産党は党第一書記として知名度の高い野坂参三が東京選挙区で当選するなどで2議席を確保し、須藤五郎の任期満了による参議院での同党所属議員の消滅を回避したが、逆に同党に政策の近い労働者農民党は東京選挙区に現職で出馬した堀真琴など全員が落選し、参議院での議席を全て失った。同党の衰退は決定的となり、1957年1月に解党して、3月に元同党所属の衆議院議員は社会党に合流した。
この他、創価学会が初めて組織内候補を無所属として擁立し、3人（大阪選挙区＝白木義一郎、全国区＝北条雋八・辻武寿）を当選させた。これが、公明政治連盟を経て後の公明党の源流となる。
なお、全国区における小西英雄の当選は後に次点の上条愛一が提起した訴訟によって無効とされ、上条が更正決定によって当選者となった。参議院議員の当選が裁判によって覆ったのは小西と櫻内義雄の2例のみである。